# فوقس متشجر
فوقس متشجر (الاسم العلمي:Pelvetiopsis arborescens) هو نوع من الطلائعيات يتبع جنس الفوقس بلفيتياني من فصيلة الفوقسية.